# Gérard Iooss
Gérard Iooss (Charbonnier-les-Mines, departamento de Puy-de-Dôme, 14 de junho de 1944) é um matemático francês, que trabalha com sistemas dinâmicos, em especial problemas matemáticos da hidrodinâmica.
Iooss frequentou a escola em Clermont-Ferrand e estudou de 1964 a 1966 na grande école Escola Politécnica. De 1967 a 1972 esteve no Office national d'études et de recherches aérospatiales (ONERA). Obteve um doutorado em 1971 na Universidade Pierre e Marie Curie, orientado por Jean-Pierre Guiraud, com a tese Théorie non linéaire de la stabilit des écoulements laminaires. Foi a partir de 1972 professor da Universidade Paris-Sul em Orsay e a partir de 1974 na Universidade de Nice Sophia Antípolis, onde aposentou-se em 2007.
Foi professor convidado na Universidade de Minnesota (1977/1978), na Universidade da Califórnia em Berkeley (1978) e na Universidade de Stuttgart (1990, 1995, 1997), onde trabalhou em colaboração com Klaus Kirchgässner sobre sistemas dinâmicos reversíveis.
Em 1990 foi eleito membro correspondente da Académie des Sciences.  Recebeu o Prêmio Ampère de 2008.
Foi palestrante convidado do Congresso Internacional de Matemáticos em Berlim (1998: "Traveling water waves as a paradigm for bifurcations in reversible infinite dimensional dynamical systems").

## Obras
- Bifurcation of Maps and Applications, North Holland Math Studies 36, 1979
- com D. Joseph: Elementary Stability and Bifurcation Theory, Springer Verlag, Undergraduate Texts in Mathematics, 1980, 2. Edição 1990
- com P. Chossat: The Couette-Taylor Problem, Applied Mathematics Series 102, Springer Verlag 1994.
- com M. Adelmeyer: Topics in Bifurcation Theory and Applications, Advanced Series in Nonlinear Dynamics, World Scientific 1992, 2. Edição 1999
- com M. Haragus: Local bifurcations, center manifolds, and normal forms in infinite dimensional dynamical systems, EDP Sciences/Springer Verlag 2011
- Editor com R. Helleman e Raymond Stora Chaotic Behavior of Deterministic Systems, North Holland 1983 (Les Houches Lectures 1981)
- Editor com G. I. Barenblatt e D. Joseph Nonlinear Dynamics and Turbulence, Pitman 1983